# Ír nyelv
Az ír nyelv az indoeurópai nyelvcsaládba tartozik, annak kelta ágába, a szigeti, azon belül a gael nyelvek („Q-kelta nyelvek”) közé. Az ír alkotmány értelmében Írország első hivatalos nyelve (az angol a második), 2007-től pedig az Európai Unió egyik hivatalos munkanyelve.
Erősen veszélyeztetett nyelv, bár Írországon kívül a Egyesült Királyság Ír-szigeten levő területén, Észak-Írországban továbbá Kanadában (Új-Fundland szigetén) és az Egyesült Államokban is beszélik. Hivatalos statisztikák szerint Írországban jelenleg körülbelül másfélmillió, a világon összesen talán kétmillió beszélője van, ezek többségének azonban második (tanult) nyelve. A nyelv ismerete az elmúlt kétszáz évben rohamosan csökkent (elsősorban a tömeges kivándorlás hatására), a huszadik század közepétől csekély növekedés tapasztalható, hála a nyelvvédő szervezeteknek.
Az anyanyelvi beszélők száma eléggé vitatott, a nyelvvédő aktivisták szerint 65 ezer körül van, a kormány statisztikái 260 ezerre teszik. Az írajkúak ma már többnyire kétnyelvűek, akik ugyanúgy használják az angolt, mint az írt, így az, hogy valaki ír anyanyelvűnek vallja magát, inkább egyfajta 'hitvallás'. Az írajkú lakosság jobbára a nyugati parton, a Gaeltachtnak nevezett körzetben él. A Gaeltacht nem összefüggő, hanem több egymástól elszigetelt, jobbára néhány városnyi-falunyi terület, ezért többes számban is emlegetik így: Gaeltachtaí.

## A 'gael' név

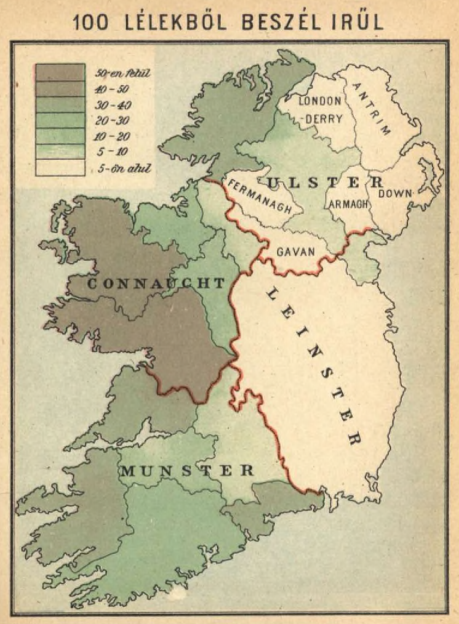
Az ír nyelv helyzete 1917-ben

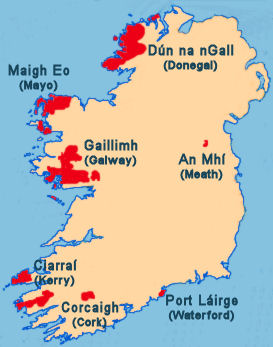
A Gaeltacht kiterjedése

A nyelv neve írül Gaeilge (na hÉireann). Ennek az IPA átírása az, hogy [ˈɡeːlʲɟə nˠə ˈeːɾʲən̪ˠ], amit magyar kiejtés szerint nagyjából úgy lehet átírni, hogy gélgyö na hérön, ahol az ö pedig a svá-hang. A fenti hivatalos írásmód a déli, connachti kiejtést tükrözi, a különböző tájnyelvekben más kiejtések is előfordulnak, mint például a munsteri géliny, és ennek nyomán egy ír nyelvet támogató szervezetet is elneveztek: Gael Linn.
Ír nyelv helyett magyarul néha csak gael nyelvről beszélünk, pedig az az összefoglaló neve az ír, a skót gael és a manx nyelveknek, amelyek egyébként nagyon közel állnak egymáshoz.

## Nyelvvédelem
Az ír nyelv kötelező tantárgy az államilag támogatott ír iskolákban, ami természetes is lehetne, de nem az, hiszen a lakosság nagy része angolajkú. Van néhány iskola, ahol a tanítás nyelve is az ír, ezeket gaelscoil-nak, „gél iskolának” hívják. Bár az elmúlt 50 évben valamelyest emelkedett a nyelvet használók száma, túlzott bizakodásra nem ad okot, hogy az íreknek mindössze 20%-a állítja, hogy tud írül (bár valamennyien tanulják gyerekként).
Bizonyos foglalkozást űző emberektől, elsősorban a közszférában dolgozóktól megkövetelik a nyelvismeretet. Például – elvileg – nem lehet postás, aki nem tud írül, hiszen nem tudna elolvasni egy ír nyelvű címzést a borítékon.

## A Gaeltacht
A Gaeltacht Írországnak azon részeit jelenti, ahol az ír nyelv ma is a mindennapokban használt nyelv, az ott élő emberek anyanyelve. Természetesen többnyire a Gaeltachtban élők is kétnyelvűek, az angolt megértik.
A Gaeltacht több, egymástól elszigetelt terület összefoglaló neve, amelyek többsége a nyugati parton található. Ezek a következők: Dún na nGall (Donegal) vagy Tír Chonaill (Tyrconnell); Maigh Eo (Mayo); Gaillimh (angolosan Galway) vagy Conamara (Connemara); Ciarraí (Kerry); Corcaigh (Cork); Port Láirge (Waterford) és An Mhí (Meath). Az írajkúak száma a Gaeltachtokon belül is csökkent a határok kijelölése óta.
A legnagyobb területű és lélekszámú Gaeltachtok Gaillimh és Dún na nGall. Az itt élők, sőt a gyerekeik is leginkább írül beszélnek, ők jelenthetik az ír nyelv fennmaradásának zálogát (még egy ideig).

## Nyelvjárások
Mint a legtöbb nyelvnek, az írnek is vannak nyelvjárásai: a három fő nyelvjárás a déli munsteri (Ciarraí, Corcaigh, Port Láirge), a nyugati connachti (Gaillimh, Maigh Eo) és az északi ulsteri (Dún na nGall). Ezek egymás számára érthetőek, bár akadnak nagyobb különbségek is. Egy példa: a „Hogy vagy?” kérdés:
Munster: Conas tá tú? v. Conas taoi? („Hogy vagy?”)
Connacht: Cén chaoi a bhfuil tú? („Milyen mód az, ahogy vagy?”)
Ulster: Cad é mar atá tú? („Mi az, ahogy vagy?”)
An Caighdeán: Conas atá tú („Hogy vagy?”)
A mai köznyelv legtöbb vonásában a connachti nyelvjárással egyezik meg, bár a nyelvjárások különbségei miatt néha nem könnyű eldönteni, mi is az a köznyelv. A munsteri nyelvjárás a legújítóbb, hangkészlete hajlik az erős, zöngés hangok felé. Igeragozása jelzi a személyt, amit az irodalmi nyelv névmásokkal fejez ki. Az ulsteri dialektus földrajzi helyzete okán közel áll a skót nyelvhez, egyébként pedig ez az énekesnő Enya (ír helyesírással Eithne) anyanyelve.
Megemlítendő még a shelta, ami ugyan nem ír dialektus, de szókincsének nagy része ír eredetű. A shelta az ír cigányok argója, ami ír, angol és roma elemeket ötvöz.

## Jövevényszavak
Britannia római hódoltsága idején, a 2-5. században számos latin szó került az akkor még óír nyelvbe, a 9-12. században normann hatás érte, az angolszász hatás pedig az elmúlt ezerötszáz évben folyamatos és erősödő. Ehhez képest meglepően kevés angol szó van az írben, ami elsősorban a huszadik századi nyelvtisztító mozgalomnak köszönhető.
Néhány ír szó gyökeret vert más nyelvekben, sőt angol közvetítéssel egy még a magyarba is eljutott: ez a whisky, írül uisce beatha, ami annyit tesz: az élet vize.
Számos angol személynév is ír eredetű: ilyen a Kevin (Caoimhín), Sean/Shawn (Seán = János), Colleen (cailín = lány).

## A gael nyelvek viszonya
A gael nyelvek mindhárom ága a középír nyelvből ered, amit a 10-16. század között beszéltek. Az ír és a skót nyelvet beszélők még később is századokig használták a középírt, mint közös irodalmi nyelvet, ennek tudható be hasonlóságuk. Egyes kifejezések között csak helyesírási különbség van, például isten hozott írül fáilte, skót gaelül fàilte, visszafelé néző ékezettel. A skótban sok az angol jövevényszó (az írben is sok volt, de ők igyekeztek kigyomlálni, köszönhetően az angolok iránti híres ellenszenvüknek). Például a tanár skót gaelül teagasgair, ami az angol teacher átvétele, míg az írben múinteoir, a múin (tanít) igéből.
A Man-szigeti manx nyelv (gailg) elvileg kihalt. 1974-ben halt meg az utolsó öregember, Ned Maddrell, aki anyanyelveként beszélte, bár néhány lelkes ember most igyekszik újratanulni a manx nyelvet.

## Története

### Óír, középír
Az ír mitológia szerint – ahogy azt a Hódítások könyvében olvashatjuk – ez volt Noé, sőt Ádám nyelve, az egyetlen olyan nyelv, amely megőrizte Bábel előtti alakját.
A kelta nyelvek kétezerötszáz-háromezer éve még Európa-szerte elterjedtek voltak. A latin és a görög után ír nyelven maradtak ránk a legrégibb írott emlékek Európában.
Az ír szigeten a nyelv története több mint háromezer évre nyúlik vissza. Legkorábbi emlékeit egyfajta rúnaírás, az úgynevezett ogham őrizte meg, ami nem más, mint egy egyenes vonal, amelyre keresztben egyik vagy mindkét oldalon különböző számú vonalakat húztak, így jelölve a hangokat. Az ogham a Krisztus utáni első évezred közepéig fennmaradt.
Britannia római kolonizációja nyomán, a romanizáció és a kereszténység kis késéssel az ír szigetre is eljutott. A latin ábécé az óír nyelvben a latin kéziratok mellé szúrt magyarázatok formájában jelenik meg először. Az ír nyelvű írott irodalom a kereszténység elterjedésével kezdett teret hódítani az 5. századtól.

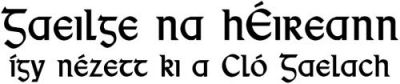
A régi ír írás

A latin ábécé a századok során kissé átalakult az ír szerzetesek tollán: a középkori ír írásra jellemzőek a kerekded, ívelt betűk, amelyek közül némelyik egészen különös alakot kapott. Ezt az írást Cló Gaelachnak, gél betűnek nevezzük, ma már csak ritkán találkozhatunk vele, díszes feliratokban, mottókban stb. A ma használt ábécé ír neve Cló Rómhánach, római betű.
A 8. századi viking támadások után, a mai Dublin, Waterford, Limerick és Galway környékén normann nyelvet beszélő lakosság telepedett le, ám e nyelv kevéssé befolyásolta az ír nyelv alakulását. 1169-ben Írország normann uralom alá került. A normann telepesek lassan gaelizálódtak (elíresedtek), a normann nyelv viszont nyomot hagyott az íren: főként a törvényhozás és területi adminisztráció körébe tartozó szavak viselik magukon a normann hatást.

### Modern ír
A 10. századig beszélünk óír nyelvről, amit a 16. századig tartó középír korszak követett. Ettől kezdve modern írről beszélünk, de az irodalom nyelve még századokig a középír maradt. Az első bibliafordítást William Bedell anglikán püspök jegyezte a 17. században.
VIII. Henrik, valamint Cromwell elnyomó intézkedéseinek hatására az ír nyelv kezdett visszaszorulni, nyugatabbra húzódni, miközben egyre nagyobb területet nyert az angol, de egészen a 19. századig az ír volt a szigetország uralkodó nyelve.
Az angolok által meghonosított oktatási rendszer, amely tiltotta az ír nyelv használatát és kizárólag az angolt engedélyezte, valamint a nagy éhínség okozta népességfogyás és kivándorlás siettette a visszahúzódását. Egyes meghatározó ír politikusok, köztük a 19. század első felében élt Daniel O'Connell is úgy vélték, hogy az ír nyelv 'zsákutca' és az angol jelenti a jövőt. A korszellemnek megfelelően sok szülő is az angol felé orientálta gyerekeit, írül beszélni szinte szégyenletes volt, amely tendencia egyébként a függetlenség elnyerése után is tovább folytatódott. Nem véletlen, hogy a nagy ír írók-költők (Jonathan Swift, James Joyce, William Butler Yeats, Oscar Wilde, George Bernard Shaw, Samuel Beckett) mind angolul írtak.
A nyelv megmentésére tett első lépéseket a 18. század végén az ír protestánsok támogatták. 1893-ban alakult meg a Gael Liga (Conradh na Gaeilge) Douglas Hyde vezetésével, ami elindította a Gél Ébredést. A Liga támogatói között olyan politikusokat találunk, mint Patrick Pearse és Éamon de Valera. Népszerűsítő kiadványaik hatására egyre többen kezdtek írül tanulni, nemcsak a szigeten, de a kontinensen is.
A kulturális ébredés egybeesett a növekvő radikalizmussal az ír politikában. Több politikus, mint Pearse, de Valera, W. T. Cosgrave és Ernest Blythe, akik az ír függetlenségért harcoltak, kezdetben a Gael Liga révén, annak lapjában, az An Claidheamh Soluis-ban (Fénykard) szorgalmazták ügyüket, bár Hyde 1915-ben lemondott a mozgalom elnöki posztjáról tiltakozásul a növekvő politizálódás ellen.
1914 óta Az ír anglikán egyház is támogatja az ír nyelv használatát az istentiszteleteken. Az 1960-as második vatikáni zsinatot követően az Írországban domináns szerepet betöltő római katolikus egyház is írül és angolul miséz a korábbi latin helyett.

### Huszadik század
Az Ír Szabadállam létrejötte nem sokat lendített a helyzeten: az új állam továbbra is az angolt használta hivatalos nyelvként, még azokon a területeken is, ahol a lakosság nyolcvan százaléka írajkú volt. A kormány 1926-ban visszautasította azt a kérvényt, hogy ezeken a területeken az ír legyen a közigazgatás nyelve. Ezt csak alig-alig ellensúlyozta néhány jószándékú rendelkezés, például az, hogy az állami alkalmazottaktól megkövetelték a nyelvtudást, mivel magas szintű nyelvismeretet éppen nem vártak el, és az embereknek a munkájuk során ritkán nyílt alkalmuk élni a nyelvtudásukkal (a legtöbben nem is tudtak volna). Ha egy írajkú embernek bármilyen hivatalos ügyet kellett intéznie, ezt csakis angolul tehette meg. A Bord na Gaeilge jelentése még 1986-ban is rávilágított, hogy 'az állami közigazgatás az elangolosítás egyik legnagyobb elősegítője a Gaeltacht területén'. (“The Irish Language in a Changing Society: Shaping The Future”, 41. oldal. Szerző: Advisory Planning Committee of Bord na Gaeilge. Kiadta a Criterion 1986-ban.)
Az 1937-ben megalakult Ír Köztársaság később az iskolákon keresztül igyekezett terjeszteni a nyelvet. Némely politikus úgy vélte, hogy egy emberöltőn belül az ír lesz az uralkodó nyelv az országban. Mint látjuk, tévedtek.
Bár Írország első elnökei, Douglas Hyde, Sean T. O'Kelly és Éamon de Valera olyan folyékonyan beszéltek írül, hogy ez lett a munkanyelv az elnöki hivatalban, a mai politikusgenerációnak már gyakran gondot okoz a nyelvhasználat.

### Az ír nyelv ma

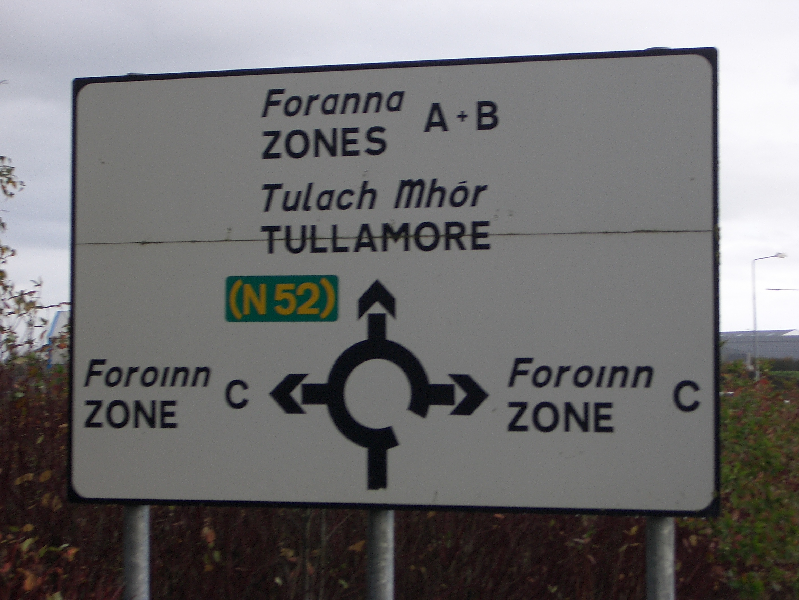
Kétnyelvű közúti tábla, felül az ír, alul az angol felirat

A közúti táblák Írország teljes területén kétnyelvűek. Dublinban viszont, mióta 2002-ben új közlekedésirányítási rendszert vezettek be, a táblák többsége egynyelvű angol. Az indoklás szerint a kétnyelvű felirat túl sok helyet foglalna a táblán, így messziről nem lenne olvasható. Hogy csak az ír felirat maradjon, azzal hárították el, hogy senki nem tudná, mit jelent, holott évtizedekig használták őket.
Az ír telefonkönyvek szintén csak angol nyelvűek 1999 óta. Manapság az a szokás is visszaszorulóban van, hogy – az egyébként angol nyelvű – leveleket írül kezdik (A Chara – barátom) és fejezik be (Is mise le meas – kb. maradok tisztelettel).
A parlament által elfogadott törvényeket elvileg angolul és írül is ki kell hirdetni, de a gyakorlatban ez gyakran csak angolul történik meg. Sok ír nyelvű kiadványban vannak nyelvtani hibák, ami érthetően zavarja az írajkúakat és rombolja a nyelvvédőkről alkotott képet. Ennek kivédésére 2003-ban elfogadtak egy törvényt, ami kimondja, hogy minden állami publikációt ki kell adni mindkét hivatalos nyelven, és felállítottak egy új hivatalt: a nyelvi biztosét, aki egyfajta ombudsman módjára őrködik afelett, hogy a két nyelv egyenlő bánásmódban részesüljön.
A fontosabb tényező a nyelv visszaszorulásában azonban az angolajkúak beköltözése a Gaeltachtba, az írajkúak elvándorlása, és azoknak az írajkúaknak a visszatérése, akik angolajkú családba házasodtak be. Ezt a jelenséget kormányzati támogatások és az infrastruktúra fejlődése is erősítik. „A gaeltachtbeli gyerekeknek mindössze a fele tanul meg írül otthon, a családjától… ez összefügg a magas szintű bevándorlással és visszavándorlással, ami az elmúlt évtizedek gazdasági átrendeződését kísérte” (The Irish Language in a Changing Society: Shaping The Future, 26. oldal). Sokan úgy vélik, hogy ez az antinacionalisták szándékos kísérlete a nyelv eltörlésére. „Előre megjósolható volt, hogy a gazdasági fejlesztések ilyen következményekkel fognak járni” (47. oldal). Hogy elejét vegyék az ír nyelv végleges eltűnésének Gaillimh-ben, utolsó erőfeszítésként szabályozzák az új otthonok építését az ír nyelvű területeken. Ettől az intézkedéstől várják, hogy biztosítsa, hogy az angolajkúak aránya nem nő tovább a helybeliek között. De ez talán túl kevés és túl késő, hiszen sok ilyen területen többségben vannak az angolajkúak, minden írajkú kétnyelvű és a mindennapi életben az angolt használják, csak egymás között beszélnek írül.
A média útján is próbálják támogatni a nyelvet: a Raidió na Gaeltachta (Gaeltacht Rádió) és a Teilifís na Gaeilge vagy TG4 (Gél Televízió) viszonylag sikeresek. A TG4 fiataloknak szóló, könnyűzenei és utazási műsorokkal igyekszik népszerűsíteni a nyelvet, sőt még egy díjnyertes ír nyelvű szappanopera is fut, a Ros na Rún, olyan szereplőkkel, mint egy írül beszélő meleg pár és a gyerekük. A TG4 csatorna felel a Junior Eurovíziós Dalfesztiválon való indulásért is, ahová minden évben ír nyelvű dalt delegálnak.
Van ír nyelvű napilap, a Lá (Nap) és hetilap, a Foinse (Forrás), vannak ír nyelvű irodalmi lapok (például a Comhar vagy az Inti), és az Irish Timesban és a Daily Irelandben is vannak ír nyelvű mellékletek. Igyekeznek a növekvő számú bevándorlót is rábírni az ír nyelv használatára; 2003-ban a Koránt is lefordították.

### A jövő
Komolyan fennáll a veszély, hogy az ír nyelv egy-két generáción belül kihal. A Gaeltacht nem csak a nyelvet testesíti meg, hanem a teljes kulturális környezetet, amelyben beszélik: dalokat, táncot, hagyományokat, folklórt. Eltűnése törést jelentene Írország kulturális múltja és jövője között. Minden oldal egyetért abban, hogy a nyelv kihalása óriási kulturális tragédia lenne.

## Hangtan és helyesírás

### Mássalhangzók
Az irodalmi ír nyelv mássalhangzó-rendszere 35 fonémából áll, de dialektusonként ez változhat. A mássalhangzók két részre oszlanak: velarizáltakra és palatalizáltakra. A [h] hangon kívül mindegyiknek megvan a maga párja, pl: [pˠ]~[pʲ], [g]~[ɟ], [w]~[vʲ].
A következő táblázatban láthatjuk ezeket:
|              | Bilabiális | Bilabiális | Labio- dentális | Labio- dentális | Alveoláris | Alveoláris | Alveolo- palatális | Alveolo- palatális | Veláris | Veláris | Palatális | Palatális | Glottális |
| ------------ | ---------- | ---------- | --------------- | --------------- | ---------- | ---------- | ------------------ | ------------------ | ------- | ------- | --------- | --------- | --------- |
| Orrhang      | mˠ mʲ      | mˠ mʲ      |                 |                 | n̪ˠ         | n̪ˠ         | nʲ                 | nʲ                 | ŋ       | ŋ       | ɲ         | ɲ         |           |
| Zárhang      | bˠ bʲ      | pˠ pʲ      |                 |                 | d̪ˠ         | t̪ˠ         | dʲ                 | tʲ                 | g       | k       | ɟ         | c         |           |
| Réshang      |            |            | (vˠ) vʲ         | fˠ fʲ           | s          | s          | ʃ (ɕ)              | ʃ (ɕ)              | ɣ       | x       | (ʝ)       | ç         | h         |
| Félhangzó    | w          | w          |                 |                 |            |            |                    |                    |         |         | j         | j         |           |
| Oldalsó hang |            |            |                 |                 | ɫ̪/l̪ˠ       | ɫ̪/l̪ˠ       | lʲ                 | lʲ                 |         |         |           |           |           |
| Pergőhang    |            |            |                 |                 | ɾˠ         | ɾˠ         | ɾʲ                 | ɾʲ                 |         |         |           |           |           |

Megjegyzések:

A zárójelben feltüntetett hangok allofónok, nem tekinthető külön fonémának.
Az [ɕ] archaikusabb, míg az [ʃ] feltehetően angol hatásra kezd terjedni.
A [w]/[vˠ] pár helyzetükben váltakozik. míg a [w] szó elején, mássalhangzó előtt helyezkedik el, addig a többi helyzetben [vˠ].
Ha a [j] hang szó elején, mássalhangzó előtt helyezkedik el, akkor az ejtése [ʝ]. Pl: a Nap, an Ghrian [ə ʝɾˠiən̪ˠ]
A th/sh-val írt [h] hang [ʲʊ], [ʲuː], [ʲoː] és [ʲaː] előtt [ç]-nak hangzik. Pl: thiocfadh [çʊkəx] jönne.
A [ɫ̪] és a [l̪ˠ] ugyanazt a hangot jelölik, itt a velarizált "l" kétféle írásmódjáról van szó.

### Magánhangzók
Magánhangzó-rendszere ennél egyszerűbb. 6 rövid (/ɪ/, /ʊ/, /ɛ/, /ɔ/, /a/, /ə/), 5 hosszú (/iː/ /uː/ /eː/ /oː/ /aː/) és 4 kettőshangzó (/əi/, /əu/, /iə/, /uə/) alkotja a magánhangzó-rendszert, de itt is meg kell jegyezni, hogy dialektusonként erőteljesen változhat.
A hosszú magánhangzók hangsúlytalan helyzetben lerövidülhetnek, míg a rövid magánhangzók hangsúlytalan ejtése mindig redukált svá /ə/. Az irodalmi nyelvben egy-két partikulát leszámítva mindig az első szótagon van a hangsúly.

### Helyesírás
Mint látható, az ír nyelv kiterjedt fonémarendszerrel (50 fonéma) rendelkezik. Ezt viszont az ír nyelv a latin ábécé mindössze 18 betűjével (a, b, c, d, e, f, g, h, i, l, m, n, o, p, r, s, t, u) próbálja leírni. A maradék betűk csak idegen szavakban fordulnak elő (jíp, karaté, quinín, vitamín, wigwam, xileafón, yóyó, zú)
Példaszöveg:
Saolaítear na daoine uile saor agus comhionann ina ndínit agus ina gcearta. Tá bunaidh an réasúin agus an choinsiasa acu agus dlí iad féin d'iompar de mheon bhráithreachais i leith a chéile.

[sˠiːɫ̪iːtʲəɾˠ n̪ˠə d̪ˠiːnʲ ɪlʲə sˠiːɾˠ agəsˠ kəwɪn̪ˠən̪ˠ ən̪ˠə nʲiːnʲətʲ agəsˠ ən̪ˠə ɟaɾˠt̪ˠə t̪ˠaː bˠʊniː n̪ˠ ɾˠeːʃuːnʲ agəsˠ ə xɪnʲʃiəsˠ ak agəsˠ dʲlʲiː iəd̪ˠ heːnʲ dʲʊmˠpˠəɾˠ dʲə vʲoːn̪ˠ vˠɾˠaːɾʲəxəʃ ə lʲɛh ə çeːlʲə]
Minden emberi lény szabadon születik, és egyenlő méltósága és joga van. Az emberek, ésszel és lelkiismerettel bírván, egymással szemben testvéri szellemben kell hogy viseltessenek.
Első pillantásra az ír szöveg teljesen kimondhatatlannak tűnik a számtalan magánhangzó- és mássalhangzó-torlódás miatt. Többször is egyszerűsítették ugyan a helyesírást (legutóbb 1948-ban), de az néha szinte köszönőviszonyban sincs a kiejtéssel. Sok más nyugat-európai nyelvhez hasonlóan nem egy-egy hanghoz rendel egy-egy betűt, hanem bizonyos betűcsoportoknak van egy bizonyos kiejtése. Például a "könyv" leabhar [lʲəuɾˠ] szóban a -eabha- fejezi ki az /əu/ hangot.
A veláris-palatális párok megkülönböztetésére következő a szabály: Ha a mássalhangzó mellett magas hangrendű magánhangzó (i, í, e, é) áll, akkor palatálisan ejtendő; ha mély (a, á, ae, o, ó, u, ú), akkor velárisan.
"édes" milis [mʲɪlʲəʃ]
"kisegér" luchóg [ɫ̪ʊxoːg]
Abban esetben mikor mély hangrendű hang mellé kerülne egy palatális hang, vagy magashoz egy veláris, akkor plusz betűk kerülnek a szóba.
"hét (hét nap)" seachtain [ʃaxt̪ˠənʲ]
"ember" duine [d̪ˠɪnʲə]
"tanár" múinteoir [mˠuːnʲtʲoːɾʲ]

## Nyelvtana
Az ír főnév hím- vagy nőnemű. A kemény mássalhangzóra végződő főnevek általában hímneműek, a lágyra végződők általában nőneműek. Öt főnévragozási osztály különböztethető meg. A főnévnek négy esete van: közös (alanyeset-tárgyeset), birtokos eset, részes eset és megszólító eset. A melléknév jelzőként a jelzett szó után áll és egyeztetni kell azzal számban és esetben.
Az igék két ragozási osztályra oszlanak. Van jelen, múlt, régmúlt és jövő idő, feltételes, felszólító és kötőmód. A jelen időt gyakran főnevesített igével fejezi ki, azt, hogy olvasok, így mondja: Táim ag léamh (Olvasásnál vagyok). Különböző szerkezeteket használ állító, tagadó, kérdő és tagadó-kérdő mondatokban. Rendkívül kevés, mindössze egy tucat rendhagyó igéje van.
A fenti vonásokban az ír osztozik a legtöbb indo-európai nyelvvel. Van azonban néhány jellegzetes kelta vonás, amelyek más indo-európai nyelvcsaládokban jobbára ismeretlenek.

### Ragozott viszonyszók
Hasonlóan ahhoz, ahogy a magyarban a  névutókat (posztpozíció) (utánam, utánad, utána) és egyes ragokat (nálam, nálad, nála) személyragokkal látjuk el, az ír is ragozza a elöljáróit (prepozíció).
| ag     | -nál, -nél    |
| ------ | ------------- |
| agam   | nálam         |
| agat   | nálad         |
| aige   | nála (hímnem) |
| aici   | nála (nőnem)  |
| againn | nálunk        |
| agaibh | nálatok       |
| acu    | náluk         |

| ar     | -on, -en, -ön  |
| ------ | -------------- |
| orm    | rajtam         |
| ort    | rajtad         |
| air    | rajta (hímnem) |
| uirthe | rajta (nőnem)  |
| orainn | rajtunk        |
| oraibh | rajtatok       |
| orthu  | rajtuk         |

| le   | -val, -vel    |
| ---- | ------------- |
| liom | velem         |
| leat | veled         |
| leis | vele (hímnem) |
| léi  | vele (nőnem)  |
| linn | velünk        |
| libh | veletek       |
| leo  | velük         |

### Különös kifejezések
Az írben (megint egy közös vonás a magyarral) nincs olyan birtoklást kifejező ige, mint az angol have, francia avoir stb. A birtoklást az ag viszonyszóval és annak ragozott alakjaival fejezi ki.
Tá teach ag Séamus. – „Van ház Séamusnál.” = Séamusnak van egy háza.
Tá leabhar agam. – „Van könyv nálam.” = Van egy könyvem.
Tá páiste againn. – „Van gyerek nálunk.” = Van gyerekünk.
Tá ríomhaire aige. – „Van számítógép nála.” = Van egy számítógépe.
An bhfuil cat agat? – „Van macska nálad?” = Van macskád?
Az ezekhez hasonló szerkezetek nagyon gyakoriak az írben, nem csak az ag-gal, hanem más viszonyszókkal is.
Tá a fhios agam. – „Van tudás nálam.” = Tudom.
Tá ocras orm. – „Van éhség rajtam.” = Éhes vagyok.
Tá tinneas cinn air. – „Van fájás fej rajta.” = Fáj a feje.
Tá aiféala orainn. – „Van sajnálkozás rajtunk.” = Sajnáljuk.
Seán is ainm dom. – „Seán van név hozzám.” = A nevem Seán.
Tá Gaeilge agam. – „Van ír nálam.” = Tudok írül.
Tá snámh aige. – „Van úszás nála.” = Tud úszni.

### Kétféle létige
Az írnek két létigéje van: az is ige állandó vagy tartós létet ír le, míg a tá időleges állapotot, hasonlóan a ser és az estar különbségéhez a spanyolban.
Is múinteoir mé. – Tanár vagyok.
Is Ungárach mé. – Magyar vagyok.
Is Éireannach é. – Ő ír.
Tá mé anseo. – Itt vagyok.
Tá sinn go maith. – Jól vagyunk.
An bhfuil sibh abhaile? – Otthon vagytok?

### Kezdőhangváltások
A flektáló, hajlító nyelvekre, így a legtöbb indo-európai nyelvre általában jellemzőek a tőváltó szavak. Példa erre a németből a bringen (hoz) ige, aminek múlt ideje gebracht, az angolból a tell (mond), múlt időben told, vagy a spanyolból a venir (jönni) ragozott alakjai: vengo (jövök), vienes (jössz). Akár a magyarban is találunk néhány tőváltó szót: megy-ek – men-tem; isz-ik – iv-ott, hó – hav-at; stb.
A legtöbb hajlító nyelvben viszonylag kis számban fordulnak elő tőváltó szavak (germán nyelvekben két-háromszáz) és ezeket rendhagyónak tekintjük, mert ragozásuk eltér a szabályostól.
A kelta nyelvek ezt a jelenséget igen magas fokra fejlesztették: kivétel nélkül minden szón végbemehet tőváltás, viszont nagyon szabályosan. Ez a gyakorlatban annyit tesz, hogy a szó első hangja bizonyos nyelvtani helyzetekben megváltozik.
Az ír nyelv két kezdőhangváltást ismer, a leníciót és az eklipszist, amelyek nyolc-kilenc hangra vannak hatással.

#### A leníció
Mind a latin lenitio, mind az ír séimhiú szó enyhülést jelent. Ezt a jelenséget aspirációként, hehezetesülésként is emlegetik az írott h-k miatt, de ez megtévesztő, mert nem az eredeti hangot ejtik hehezetesen, hanem egy más hang kerül az eredeti helyére. Korábban egyébként nem h-val, hanem a betű fölé tett ponttal jelölték a leníciót.
Megjegyzés: A táblázatokban a kiejtés IPA jelekkel van megadva.
Leníciót vonz például a mo (enyém) birtokos névmás.
| kezdőbetű | IPA          | példa   | IPA         | jelentés |
| --------- | ------------ | ------- | ----------- | -------- |
| b         | [bˠ]~[bʲ]    | bord    | [bˠɔɾˠd̪ˠ]   | asztal   |
| c         | [k]~[c]      | cara    | [kaɾˠə]     | barát    |
| d         | [d̪ˠ]~[dʲ]    | droim   | [dˠɾˠɪmʲ]   | hát      |
| f         | [fˠ]~[fʲ]    | freagra | [fʲɾʲagɾˠə] | válasz   |
| g         | [g]~[ɟ]      | grá     | [gɾˠaː]     | szeretet |
| m         | [mˠ]~[mʲ]    | máthair | [mˠaːhəɾʲ]  | anya     |
| p         | [pˠ]~[pʲ]    | peann   | [pʲan̪ˠ]     | toll     |
| s         | [sˠ]~[ʃ]/[ɕ] | seomra  | [ʃoːmˠɾˠə]  | szoba    |
| t         | [t̪ˠ]~[tʲ]    | teach   | [tʲax]      | ház      |

| kezdőbetű | IPA           | példa       | IPA            | jelentés   |
| --------- | ------------- | ----------- | -------------- | ---------- |
| bh        | [w]/[vˠ]~[vʲ] | mo bhord    | [mˠə wɔɾˠdˠ]   | asztalom   |
| ch        | [x]~[ç]       | mo chara    | [mˠə xaɾˠə]    | barátom    |
| dh        | [ɣ]~[j]/[ʝ]   | mo dhroim   | [mˠə ɣɾˠɪmʲ]   | hátam      |
| fh        | [ ]           | mo fhreagra | [mˠə ɾʲagɾˠə]  | válaszom   |
| gh        | [ɣ]~[j]/[ʝ]   | mo ghrá     | [mˠə ɣɾˠaː]    | szeretetem |
| mh        | [w]/[vˠ]~[vʲ] | mo mháthair | [mˠə waːhəɾʲ]  | anyám      |
| ph        | [fˠ]~[fʲ]     | mo pheann   | [mˠə fʲan̪ˠ]    | tollam     |
| sh        | [h]/[ç]       | mo sheomra  | [mˠə çoːmˠɾˠə] | szobám     |
| th        | [h]/[ç]       | mo theach   | [mˠə hax]      | házam      |

A "~"-lel elválasztott hangok egymás kemény-lágy párjai. A [x]~[ç] szembenállás megfigyelhető a német ich~auch szavakban is.
A "/" jellel elválasztott hangok, egymás allofónjai.
A lágy "s" ejtése dialektusfüggő: az [ɕ] archaikusabb, míg az [ʃ] feltehetően angol hatásra kezd terjedni.
A kemény "bh" és "mh" ejtése az irodalmi írben megegyezik, de tájszólás jelleggel a "mh" nazalizálhatja a környezetében lévő magánhangzót. A [w]/[vˠ] fonéma pár helyzetükben váltakozik. míg a [w] szó elején, mássalhangzó előtt helyezkedik el, addig a többi helyzetben [vˠ].
A "gh" és "dh" ejtése dialektustól függetlenül megegyezik. A palatalizált "gh"/"dh" ejtése [j], kivéve ha szó elején, mássalhangzó előtt helyezkedik el, ekkor az ejtése [ʝ]. Pl: a nap, an ghrian [ə ʝɾˠiən̪ˠ]
Az "sh"/"th" ejtése ugyancsak megegyezik. A [ç] hangot csak a -eo, -eá, -iú előtt lehet hallani, más esetben a digráfok ejtése [h].

Az "fh" teljesen néma.
Magánhangzóval kezdődő szavak előtt a mo lerövidül m’-re. Ez akkor is így van, ha a szó a leníció miatt kezdődik magánhangzóval (mert eredetileg f-fel kezdődött).
athair [ahəɾʲ] = apa, mo+athair –> m’athair [mˠahəɾʲ] = apám
fuinneog [fˠɪn̠ʲoːg] = ablak, mo+fhuinneog –> m’fhuinneog [mˠɪn̠ʲoːg] = ablakom
Leníció megy végbe (többek között) az alábbi esetekben:
- do (tiéd) és a (övé hímnemben) birtokos névmások után is

do theach a házad
a pheann a tolla (hímnemű birtokos esetén)
- Bizonyos viszonyszók után

de chrann a fáról
faoi chrann a fa alatt
mar dhuine személyként
ó Chorcaigh Corkból
roimh mhaidin reggel előtt
trí shioc agus shneachta hóban-fagyban
um Cháisc Húsvétkor
- Igéknél múlt és régmúlt időben, valamint feltételes módban

brisim török, bhris mé törtem, bhrisfinn törnék
mairim élek, mhair mé éltem, mhairfinn élnék
dúnaim zárok, dhún mézártam, dhúnfainn zárnék
- A ní tagadószó után

Ní thuigim Nem értem (tuigim = értem)
Ní mhúinim Nem tanítok (múinim = tanítok)
Ní chodlaím Nem alszom (codlaím = alszom)
- Összetett szavak második tagjában

sean öreg, bean asszony –> seanbhean öregasszony
óg fiatal, fear ember –> ógfhear fiatalember

#### Az eklipszis
A görög εχλειψις, ekhleipszisz és az ír urú jelentése fogyás.
Írásuk kialakításakor az írek szükségét érezték, hogy a ekliptált kiejtett hang leírása mellett nyoma maradjon az szó eredeti kezdőhangjának is. Ezt úgy oldották meg, hogy a eredeti betűt a helyén hagyták, az újat meg elé tették. Az ekliptált írott szó második betűjét tehát egyáltalán nem ejtik, csak az elsőt.
Eklipszist vonz például a ár (mienk) birtokos névmás.
| kezdőbetű   | IPA         | példa   | IPA         | jelentés |
| ----------- | ----------- | ------- | ----------- | -------- |
| b           | [bˠ]~[bʲ]   | bord    | [bˠɔɾˠd̪ˠ]   | asztal   |
| c           | [k]~[c]     | cara    | [kaɾˠə]     | barát    |
| d           | [d̪ˠ]~[dʲ]   | droim   | [dˠɾˠɪmʲ]   | hát      |
| f           | [fˠ]~[fʲ]   | freagra | [fʲɾʲagɾˠə] | válasz   |
| g           | [g]~[ɟ]     | grá     | [gɾˠaː]     | szeretet |
| p           | [pˠ]~[pʲ]   | peann   | [pʲan̪ˠ]     | toll     |
| t           | [t̪ˠ]~[tʲ]   | teach   | [tʲax]      | ház      |
| magánhangzó | magánhangzó | athair  | [ahəɾʲ]     | apa      |

| kezdőbetű | IPA           | példa        | IPA              | jelentés    |
| --------- | ------------- | ------------ | ---------------- | ----------- |
| mb/mB     | [mˠ]~[mʲ]     | ár mbord     | [aːɾˠ mˠɔɾˠd̪ˠ]   | asztalunk   |
| gc/gC     | [g]~[ɟ]       | ár gcara     | [aːɾˠ gaɾˠə]     | barátunk    |
| nd/nD     | [n̪ˠ]~[n̠ʲ]     | ár ndroim    | [aːɾˠ n̪ˠɾˠɪmʲ]   | hátunk      |
| bhf/bhF   | [w]/[vˠ]~[vʲ] | ár bhfreagra | [aːɾˠ vʲɾʲagɾˠə] | válaszunk   |
| ng/nG     | [ŋ̩]~[ɲ]       | ár ngrá      | [aːɾˠ ŋɾˠaː]     | szeretetünk |
| bp/bP     | [bˠ]~[bʲ]     | ár bpeann    | [aːɾˠ bʲan̪ˠ]     | tollunk     |
| dt/dT     | [d̪ˠ]~[dʲ]     | ár dteach    | [aːɾˠ dʲax]      | házunk      |
| n-        | [n̪ˠ]~[n̠ʲ]     | ár n-athair  | [aːɾˠ n̪ˠahəɾʲ]   | apánk       |

Az eklipszis oka feltehetően az, hogy az ezen jelenséget vonzó szavak végén egy nazális hang volt. Például a seacht [ʃaxt] "hét" számnév is ekliptál → seacht gcarr [ʃaxt gaɾˠ] "hét kocsi". Vesd össze a latin septem-mel!
Ha a szót eredetileg nagybetűvel kezdik, akkor az a szó belsejében is megőrzi nagyságát. Pl: Baile Átha Cliath [bˠalʲ(ə) aːhə clʲiə(h)] "Dublin" → i mBaile Átha Cliath [ə mˠalʲ(ə) aːhə clʲiə(h)] "Dublinban"
Ezeket a hangtani szabályokat az ír nyelv természetesen idegen szavakra is alkalmazza. Budapest írül Búdaipeist, és azt, hogy Budapesten lakom, így mondhatnánk írül: Táim i mo chónaí i mBúdaipeist. [t̪ˠaːmʲ ə mˠə xoːn̪ˠiː (ə) mˠuːd̪ˠəpəʃtʲ] („Vagyok az otthonomban Budapesten”)
Eklipszis megy végbe (többek között) az alábbi esetekben:
- bhur (tiétek) és a (övék) birtokos névmások után is

bhur gcuid báistí a gyerekeitek
a mbád a csónakjuk
- Az i (-ban, -ben) viszonyszó után, ami magánhangzó előtt in-re vált

i dteach házban
in Éirinn Írországban, noha az analógia szerint az *i nÉirinn lenne a "helyes"

## Gyakori skót gael szavak és kifejezések ír megfelelőkkel
| Skót gael megfelelő       | Ír megfelelő                                             | Manx gael megfelelő  | Magyarul                 |
| ------------------------- | -------------------------------------------------------- | -------------------- | ------------------------ |
| Fàilte                    | Fáilte                                                   | Failt                | Üdv                      |
| Halò                      | Haileo vagy Dia dhuit (szó szerint ’Isten legyen veled’) | Hello                | Helló                    |
| Latha math                | Lá maith                                                 | Laa mie              | Jó napot!                |
| Ciamar a tha thu?         | Conas atá tú? (Cad é mar atá tú? Ulsterben)              | Kys t’ou?            | Hogy vagy?               |
| Ciamar a tha sibh?        | Conas atá sibh? (Cad é mar atá sibh? Ulsterben)          | Kanys ta shiu?       | Hogy vagytok?            |
| Madainn mhath             | Maidin mhaith                                            | Moghrey mie          | Jó reggelt!              |
| Feasgar math              | Trathnóna maith                                          | Fastyr mie           | Jó napot!                |
| Oidhche mhath             | Oíche mhaith                                             | Oie vie              | Jó éjszakát-             |
| Ma ’s e do thoil e        | Más é do thoil é                                         | My saillt            | Ha lenne szíves…         |
| Ma ’s e (bh)ur toil e     | Más é bhur dtoil é                                       | My salliu            | Ha lennének szívesek…    |
| Tapadh leat               | Go raibh maith agat                                      | Gura mie ayd         | Köszönöm.                |
| Tapadh leibh              | Go raibh maith agaibh                                    | Gura mie eu          | Köszönjük.               |
| Dè an t-ainm a tha ort?   | Cad é an t-ainm atá ort? or Cad is ainm duit?            | Cre’n ennym t’ort?   | Hogy hívnak?             |
| Dè an t-ainm a tha oirbh? | Cad é an t-ainm atá oraibh?                              | Cre’n ennym t’erriu? | Mi a nevetek?            |
| Is mise…                  | Is mise…                                                 | Mish…                | … vagyok                 |
| Slàn leat                 | Slán leat                                                | Slane lhiat          | Szia (búcsúzás)          |
| Slàn leibh                | Slán libh                                                | Slane lhiu           | Sziasztok (búcsúzás)     |
| Dè a tha seo?             | Cad é seo?                                               | Cre shoh?            | Mi ez?                   |
| Slàinte                   | Sláinte                                                  | Slaynt               | Egészség! (koccintáskor) |

## Szakirodalom

### Nyelvkönyvek
- Dillon, Myles & Donncha Ó Cróinin: Irish, London, Hodder and Stoughton, 1961 (Teach Yourself Books, a nyugat-munsteri irodalmi nyelvet tanítja)
- Ó Sé, Diarmuid & Joseph Sheils: Irish: A Complete Course for Beginners, NTC/Contemporary Publishing Company, 1995 (Teach Yourself Books, új kiadás, a standardizált beszélt nyelvre épül)
- Ó Siadhail, Mícheál: Learning Irish, New Haven, London, Yale Univ. P., 1992 (Connacht, Connemara, Cois Fhairrge-i nyelvjárást tanítja, beszélt nyelvre épül)
- Angela Wilkes: Irish for Beginners, NTC/Contemporary Publishing Company, 1999

### Szótárak
- De Bhaldraithe, Tomás szerk.: English-Irish Dictionary, Baile Átha Cliath/Dublin, An Gúm, 1959
- Ó Dónaill, Niall & Tomás de Bhaldraithe szerk.: Foclóir Gaeilge-Béarla (Ír-angol szótár), An Gúm, Baile Átha Cliath/Dublin, 1977
- Dinneen, Patrick S./Pádraig Ó Duinnín: Foclóir Gaedhilge agus Béarla (Ír-angol szótár), Baile Átha Cliath/Dublin, 1927 (gael típusú betűkkel és régi helyesírással, OSZK-ban elérhető) URL: lásd Külső hivatkozások

### Nyelvtan
- Na Bráithre Críostaí/The Christian Brothers: New Irish Grammar, Baile Átha Cliath/Dublin, 1976

- Gramadach na Gaeilge Archiválva 2014. június 5-i dátummal a Wayback Machine-ben
- Erin's Web – ír nyelvtan Archiválva 2005. október 29-i dátummal a Wayback Machine-ben
- Gaeltalk.net
- Ireland First! – gél leckék

### Szótár
- Dinneen, Patrick S.: Foclóir Gaedhilge agus Béarla
- Online Irish-English & English-Irish Dictionary (igeragozási táblázatokkal)
- Terminológiai szakszótár

Német nyelven:
- Nyelvleckék pdf-ben
- Gramadach na Gaeilge

### Nyelvtanulás Írországban
- Beszélt ír nyelv a Galwayi Egyetem nyári kurzusán minden évben (támogatást lehet kérni)